# Rhodotarzetta
Rhodotarzetta es un género de hongos de la familia Pyronemataceae.